# Друг из будущего
«Друг из будущего» (англ. Friend from the Future) — специальный мини-эпизод десятого сезона британского научно-фантастического телесериала «Доктор Кто». Его премьера состоялась 23 апреля 2016 года на канале BBC One. Этот выпуск послужил представлением Пёрл Маки в качестве новой спутницы Двенадцатого Доктора Билл Поттс.

## Сюжет
Доктор и Билл бегут от далеков по коридору космического корабля. Спрятавшись за стеной, Билл начинает расспрашивать Доктора о том, кто такие эти далеки. Тот поспешно объясняет ей, а затем получает сообщение по психобумаге, гласящее, что им надо отправиться в 2017 год. Доктор и Билл выбегают из своего укрытия, намереваясь попасть в ТАРДИС, однако один из далеков преграждает им дорогу.

## Производство
Съёмки спецвыпуска прошли 13 апреля 2016 года. Этот эпизод является одной из трёх сцен, которые использовались в ходе кастинга на роль спутницы Доктора. Две другие — первая встреча Билл с Доктором и её первый визит в ТАРДИС — будут использованы в десятом сезоне. Позднее производственная команда сериала решила также включить часть данного мини-эпизода в окончательный вариант серии «Пилот».

## Показ
Эпизод был показан 23 апреля 2016 года на канале BBC One в перерыве между таймами полуфинала Кубка Англии и собрал аудиторию из 5,3 миллионов зрителей.